# Super Street Fighter IV
Super Street Fighter IV (スーパーストリートファイター IV, Supā Sutorīto Faitā Fō) est un jeu vidéo de combat de la série Street Fighter, développé conjointement par Dimps et Capcom, puis édité par Capcom. Le titre sort en 2010 sur PlayStation 3 et Xbox 360. Il fait partie des titres de lancement de la Nintendo 3DS en 2011. Il s'agit d'une version améliorée et plus complète de Street Fighter IV.
Face à la demande des fans, Capcom sort une version sur borne d'arcade, rééquilibrée avec quatre nouveaux personnages, fin 2010 sous titrée Arcade Edition. Capcom éditera cette version sur console en juin 2011.

## Développement
Super Street Fighter IV a été rendu public par erreur lors de la version allemande du magazine GamePro, à cause de photos de Yoshinori Ono avec en arrière-plan un jeu qui aurait dû être Street Fighter IV mais où l'on voyait T. Hawk ainsi qu'un grand « S » gris derrière le logo Street Fighter IV de base, ressemblant au logo de Super Street Fighter II.
Capcom a officiellement fait allusion au jeu en début septembre 2009, lorsqu'a été ouvert un site teaser sur le site officiel japonais. Une annonce officielle a été faite le 28 septembre 2009, révélant une date de sortie au printemps 2010, pour la Xbox 360 et la PlayStation 3, avec la sortie arcade considérée comme une possibilité. Longtemps réclamé par les fans, la version arcade a finalement été confirmée par Yoshinori Ono lors de la finale du tournoi national de Street Fighter IV, au Japon, le 4 avril 2010.
D'après Ono, Super Street Fighter IV sera le dernier de la série chiffré "IV" en tenant compte des erreurs de Capcom dans le passé. Par contre, il sera toujours possible de voir de futures mises à jour.
Lors du 1er jour de l'E3 2010, Super Street Fighter IV a été annoncé sur Nintendo 3DS.

## Différences avecStreet Fighter IV
D'après Seth Killian, un responsable commercial de chez Capcom, le prix de ce nouvel opus est réduit par rapport au prix du neuf sur le marché. L'apport évident dans cette version Super est l'ajout de nouveaux personnages. Toujours d'après Seth Killian, « c'est le jeu qui répond le plus aux attentes des fans dans l'histoire de Capcom ». Les bonus-stages sont de nouveaux présents, le gameplay a été rééquilibré, de nouveaux ultra combos pour chaque personnage ainsi qu'un jeu en ligne beaucoup plus complet que dans la version de 2009 sont apparus. En effet, les joueurs peuvent par exemple organiser des combats par équipe tout en ayant la possibilité de regarder les affrontements lorsqu'ils attendent leur tour.

### Personnages supplémentaires
Dix combattants s'additionnent aux vingt-cinq provenant de Street Fighter IV. 
Ce qui fait donc à un total de trente-cinq combattants. Les dix-sept personnages de la série Street Fighter II sont présents, le reste se répartit ainsi : sept personnages proviennent de la série Street Fighter Alpha, trois de la série Street Fighter III et les huit derniers représentent les nouveaux protagonistes de la série Street Fighter IV (Hakan et Juri apparaissant pour la première fois sur cette version).
| Personnage | Pays         | Première apparition            | Voix japonaise   | Voix anglaise      |
| ---------- | ------------ | ------------------------------ | ---------------- | ------------------ |
| T. Hawk    | Mexique      | Super Street Fighter II        | Tōru Nara        | Dave Vincent       |
| Dee Jay    | Jamaïque     | Super Street Fighter II        | Kenji Hamada     | Chris Caine        |
| Juri       | Corée du Sud | -                              | Eri Kitamura     | Jessica Straus     |
| Adon       | Thaïlande    | Street Fighter                 | Atsushi Imaruoka | Taliesin Jaffe     |
| Cody 1     | États-Unis   | Street Fighter Alpha 3         | Daisuke Kishio   | Michael T. Coleman |
| Guy 1      | États-Unis   | Street Fighter Alpha           | Tsuguo Mogami    | Jason Miller       |
| Dudley     | Angleterre   | Street Fighter III             | Naomi Kusumi     | Stuart McLean      |
| Ibuki      | Japon        | Street Fighter III             | Ayumi Fujimura   | Kat Steel          |
| Makoto     | Japon        | Street Fighter III: 3rd Strike | Makoto Tsumura   | Jessica D. Stone   |
| Hakan      | Turquie      | -                              | Shintarou Ohata  | Lance J. Holt      |

Légende :

1 Personnages issus de Final Fight.

## Éditions
Plusieurs éditions de Super Street Fighter IV sont disponibles : une édition classique, une édition collector contenant un anime de plus d'une heure, tournant autour du nouveau personnage Juri, réalisé par le studio Gonzo à l'origine entre autres d'un anime appelé Afro Samurai (アフロサムライ, Afuro Samurai), et la Dojo Edition.

## Contenus téléchargeables
Comme pour Street Fighter IV, de nouveaux costumes sont mis à disposition sur PlayStation Network de Sony et Xbox Live de Microsoft.
Cinq nouveaux packs de costumes alternatifs sont disponibles à l'achat quelque temps après la sortie du jeu. Il s'agit de la deuxième génération. En effet, les packs de costumes acquis par les joueurs pour Street Fighter IV peuvent être réutilisés pour Super Street Fighter IV.

Disponible depuis le 26 octobre 2010, d'autres packs de costumes sont disponibles sur les plateformes de téléchargement. Il s'agit de la troisième génération de costumes alternatifs pour la série IV.
Les modifications, dues au portage arcade du jeu (novembre 2010 au Japon), sont disponibles sur console grâce à un contenus téléchargeable payant en juin 2011. Et le 6 juillet de cette même année, d'autres costumes alternatifs (l'Arcade Challengers Pack) sont disponibles au prix de 4 €.

## Accueil
La version « Super » du jeu est présentée d'une part par les critiques comme « d'un second passage en caisse pour une version améliorée forcément similaire à l'original » noté par Puyo. Un rédacteur de Jeuxvideo.com précise que c'est un reproche que l'on ne fait pas bizarrement aux jeux de sport qui réactualisent leur licence tous les ans.
Les critiques se penchent naturellement sur les plus apportés et accordent que même si le jeu reste similaire à l'opus de 2009, l'ajout des dix nouveaux personnages n'est pas anecdotique dans un jeu de combat. Ils précisent que ce ne sont pas des clones et proposent tous un style de jeu bien différent. Les cinq nouveaux stages sont appréciés d'un point de vue graphique mais cela reste faible en nouveauté de l'avis du site web spécialisé Gamekult.  
Onyett de IGN, ajoute que « Super Street Fighter IV est tout aussi accueillant pour les joueurs hardcore et les nouveaux arrivants, et ne coûte que 40 dollars américains sur Xbox 360 et PlayStation 3 ». En effet, les critiques ont en tête que le jeu est à prix réduit par rapport au prix du marché et cela a une répercussion dans leurs critiques.

## Compléments
L'OAV Super Street Fighter IV réalisé par le studio Gonzo autour de la nouvelle Juri devrait être disponible sur le Xbox Live japonais et aucune sortie en Europe n'est annoncée.

## Portages

### Portage Arcade
Habituellement, tout studio à l'origine de jeux vidéo de combat passe par un développement sur borne arcade et ensuite se retrouve porté sur console. Exception de Super Street Fighter IV qui a connu un développement exclusivement sur consoles. Cependant, la demande des fans a poussé Capcom à réaliser un portage Arcade sous titré Arcade Edition. Cette version est sortie dans le courant du mois de décembre 2010 au Japon avec des modifications dont deux nouveaux personnages, Yun et Yang, présenté lors de l'E3 2010.

Plus tard, une fuite dévoile Evil Ryu et une nouvelle apparition de Akuma (ou Gouki au Japon), simplement nommé Oni dans le jeu, jouables grâce à un code d'activation en janvier 2011. Ces deux personnages additionnels sont officiellement confirmés lors du Captivate 2011 par Capcom en avril 2011.
Super Street Fighter IV: Arcade Edition comprend donc quatre nouveaux personnages : 
- Yun et Yang sont deux frères jumeaux. Ils sont à la recherche de leur idole Fei Long et espèrent devenir célèbres en jouant avec lui dans un film. Ils finissent par tomber sur Chun-Li en plein combat contre S.I.N et décident de la suivre ;
- Oni (鬼, Devil?) est en fait Akuma qui a laissé le Satsui no Hado l'engloutir totalement et qui le consomme à tel point qu'il a totalement écarté le peu d'humanité qui lui restait et perdu tout sens moral. Evil Ryu n'est autre que Ryu qui a succombé au pouvoir maléfique du Satsui no Hado, tout comme Akuma.

Le jeu connaît aussi un nouveau rééquilibrage entre les personnages.
| Personnage | Pays      | Première apparition    | Voix japonaise | Voix anglaise |
| ---------- | --------- | ---------------------- | -------------- | ------------- |
| Yun        | Hong Kong | Street Fighter III     | ...            | ...           |
| Yang       | Hong Kong | Street Fighter III     | ...            | ...           |
| Evil Ryu   | Japon     | Street Fighter Alpha 2 | ...            | ...           |
| Oni        | Japon     | -                      | ...            | ...           |

La version arcade est adaptée sur Xbox 360 et PS3 soit par du contenu téléchargeable ou par un support physique traditionnel. Une version pour PC (Windows) est sortie le 8 juillet 2011 pour le marché Américain et Européen.

### Portage Nintendo 3DS
Super Street Fighter IV: 3D Edition est annoncé lors de l'E3 2010 sur Nintendo 3DS. Cette version propose le choix, en plus de la vue classique, d'une nouvelle vue en 3D, avec le personnage joué de 3/4 dos. Et comprend elle aussi les 35 personnages des versions PS3 et Xbox 360. Le jeu fait partie des titres de lancement de la Nintendo 3DS, la nouvelle console portable de Nintendo sortie le 25 mars 2011 au Japon.
La réception critique est positive. Le jeu est en tout point identique à la version console de salon. Certaines critiques précisent que le jeu est l'un des meilleurs jeux disponibles au lancement de la Nintendo 3DS. D'autres ajoutent que ce portage devient à sa sortie le meilleur jeu vidéo de combat jamais sorti sur consoles portables.

## Ventes
Le 30 avril 2010, Capcom annonce avoir distribué plus d'un million d'exemplaires du jeu dans le monde entier. D'après VG Chartz, le jeu s'est vendu à 870 000 exemplaires sur PS3 et 570 000 sur Xbox 360, pour un total de 1,44 million dans le monde.
Le portage Nintendo 3DS est le premier jeu qui dépasse le million d'exemplaires vendus sur la console portable 3D de Nintendo.
L'Arcade Edition s'est, quant à elle, vendue à 400 000 exemplaires selon Capcom (total des contenus téléchargeables et supports physiques).